# Princess Princess
Princess Princess (jap. プリンセス・プリンセス, purinsesu purinsesu) ist eine Manga-Serie der japanischen Zeichnerin Mikiyo Tsuda. Sie ist dem Shōjo-Genre zuzuordnen und ist eine indirekte Fortsetzung von Tsudas Manga The Day of Revolution (1999). 2006 produzierte Studio Deen eine Adaption als Anime-Fernsehserie. Auch eine Dorama-Serie und ein Computerspiel erschienen zu Princess Princess.

## Handlung
Tōru Kōno (河野 亨) wechselt zwei Monate nach Beginn des Schuljahres auf die Fujimori-Jungenschule. Die dortigen Schüler haben die Tradition entwickelt, aufgrund des Fehlens an Mädchen die hübschesten Jungen zur Schulprinzessin zu küren. Tōru wird unerwartet zu einer Prinzessin gewählt, aber im Gegensatz zu anderen gefragt, ob er diese Rolle übernehmen möchte. Nach anfänglichem Widerstand stimmt er zu, da er als „Schulprinzessin“ Privilegien genießt. So geht er nun stets in Kleidern, Schminke und Perücke in die Schule. Dafür ist er wie die anderen Prinzessinnen in eigenem Appartement untergebracht, bekommt ein Taschengeld und muss sich nicht mit allen anderen Schülern das Bad teilen. Die Prinzessinnen feuern die Schulmannschaften an, treten bei Veranstaltungen auf und sollen in der Schule etwas Weiblichkeit versprühen.
Tōrus Banknachbar Yujirō Shihōdani (四方谷 裕史郎) ist die „Ostprinzessin“ der Schule; der widerborstige Mikoto Yutaka (豊 実琴) ist die „Westprinzessin“. Letzterer will jedoch eigentlich nichts damit zu tun haben und fürchtet, sich damit vor seiner Freundin lächerlich zu machen. Die Ost- und Westprinzessinnen spalten die Schule in zwei Lager, die je ihre Lieblingsprinzessin verehren.

## Veröffentlichungen

### Manga
Princess Princess erschien in Japan von 2002 bis 2006 in Einzelkapiteln im Manga-Magazin Wings. Der Shinshokan-Verlag brachte diese Einzelkapitel auch in fünf Sammelbänden heraus. 2006 erschien bei Shinshokan ein Zusatzband unter dem Titel Princess Princess+. 2007 folgte das Artbook Princess Princess Premium, das neben Illustrationen auch mehrere Kurzgeschichten in Manga-Form enthält.
Der Manga erschien auf Deutsch von September 2005 bis Dezember 2006 komplett in fünf Bänden bei Egmont Manga und Anime, da die deutsche Übersetzung von The Day of Revolution ein Erfolg wurde. Im Dezember 2007 erschienen Princess Princess+ und Princess Princess Premium bei EMA. Die Serie wurde auch ins Englische, Französische und Portugiesische übersetzt.

### Anime
Vom 5. April bis 21. Juni 2006 lief eine 12-teilige Anime-Serie auf Basis des Mangas im japanischen TV Asahi. Bei der Produktion von Studio Deen führte Keitaro Motonaga Regie; Konzept und Drehbuch stammen von Akemi Omode. Das Charakterdesign entwarf Atsuko Nakajima und die künstlerische Leitung lag bei Kunihiro Shinoda.
Die komplette Serie ist 2007 in Deutschland, Österreich, der Schweiz und Polen beim Anime-Label Anime Virtual in zwei Mediabooks mit je 2 DVDs erschienen. Ab dem 2. September 2007 wurde die Serie in Deutschland auf Animax ausgestrahlt. Englische, französische und niederländische Synchronisationen erschienen auf Kaufmedien.

#### Synchronisation
| Rolle            | japanischer Sprecher (Seiyū) | deutscher Sprecher |
| ---------------- | ---------------------------- | ------------------ |
| Tōru Kōno        | Jun Fukuyama                 | Ricardo Richter    |
| Mikoto Yutaka    | Tetsuya Kakihara             | Konrad Bösherz     |
| Yujirō Shihōdani | Romi Park                    | Dirk Petrick       |

#### Musik
Die Musik der Serie stammt von Kaoru Mizuki. Der Vorspann wurde unterlegt mit Kimi to Deatte Kara (キミと出逢ってから) von Atsushi Miyazawa und das Abspannlied ist Hohoemi wo Agetai (微笑みをあげたい) von team-F.

### Dorama
In der Sommer-Saison 2006 lief bei TV Asahi die Dorama-Serie Princess Princess D, die sich ebenfalls am Manga orientiert. Protagonist ist allerdings Mikoto. Neu eingeführt wird die Figur des Otoya Hanazono, der mit den Schulprinzessinnen unzufrieden ist un daher die Gruppe der Dunklen Prinzessinnen aufstellt, um ihnen Konkurrenz zu machen.

### Computerspiel
Im Oktober 2006 erschien bei Marvelous Interactive das Spiel Princess Princess: Himetachi no Abunai Hōkago (プリンセス・プリンセス 姫たちのアブナい放課後). Die Visual Novel wurde für die Plattform PlayStation 2 konzipiert.

## Verbindung zu anderen Werken
Einzelne Figuren in Princess Princess tauchen bereits in vorherigen Werken der Zeichnerin auf. So ist Mikoto Yutaka der Freund der Hauptperson Megumi aus The Day of Revolution. Diese Vorgängerserie erschien von 1999 bis 2000 in Japan. Darin tritt Megumi als 15-Jähriger auf, der erfährt, dass er genetisch ein Mädchen ist und sich daher einer Geschlechtsumwandlung unterzieht. Akira Sakamoto wiederum, Klassensprecher von Kōno und Shihōdani und eine der Nebenfiguren in Princess Princess, nimmt im Einzelband Family Complex die Hauptrolle ein. Sakamoto wird als durchschnittlicher Junge unter überwältigend attraktiven Geschwistern groß. Das frustriert ihn, bis er merkt, dass seine Geschwister durch ihr Aussehen nicht nur Vorteile genießen.
Zwischen Tsudas Princess Princess und Eiki Eikis Train Train zeichneten beide Mangaka auch Cross-Over, zuerst Eiki Eiki mit Tore×Puri (トレ×プリ), das in Princess Princess Band 3 abgedruckt wurde, und dann Tsuda mitPuri×Tore in Train Train Band 2.

## Rezeption
Die MangasZene nennt die Serie den „richtigen Lesestoff für Fans absurder Schulkomödien mit reichlich Bishōnen und romantischen Kleidern“. Der Stil sei von vielen Nahaufnahmen, großzügigen Paneln und intensiven Gebrauch von Rasterfolien geprägt. Im Anime glänzten die Outfits der drei Protagonisten in Farbe umso mehr und die japanischen Synchronrollen seien passend besetzt. Das Dorama könne nicht überzeugen: was im Anime oder Manga „witzig rüberkam, wirkt in real ziemlich albern“. Auch hätten die Schauspieler der Protagonisten nicht den gleichen Charme ihrer gezeichneten Vorbilder.
Die Animania attestiert der Serie einen „temporeichen, sauber gezeichneten Comedystil“. Die turbulente und äußerst kurzweilige Komödie glänze auch mit detailreichen und niedlichen Zeichnungen. Als häufig eingesetztes Element werden die kleinen Super-Deformed-Gesichter in Sprechblasen gelobt, die die Stimmung der Charaktere noch zusätzlich verdeutlichen.
Jason Thompson dagegen schreibt, die Serie sei außerordentlich langweilig, die Geschichte sei dialoglastig und führe nirgendwo hin. Zumeist unterhielten sich die genretypisch hübschen Figuren über die Schulregeln, ohne dass tatsächlich gehandelt werde und etwas passiere.